# Norddeutsche Landesbank

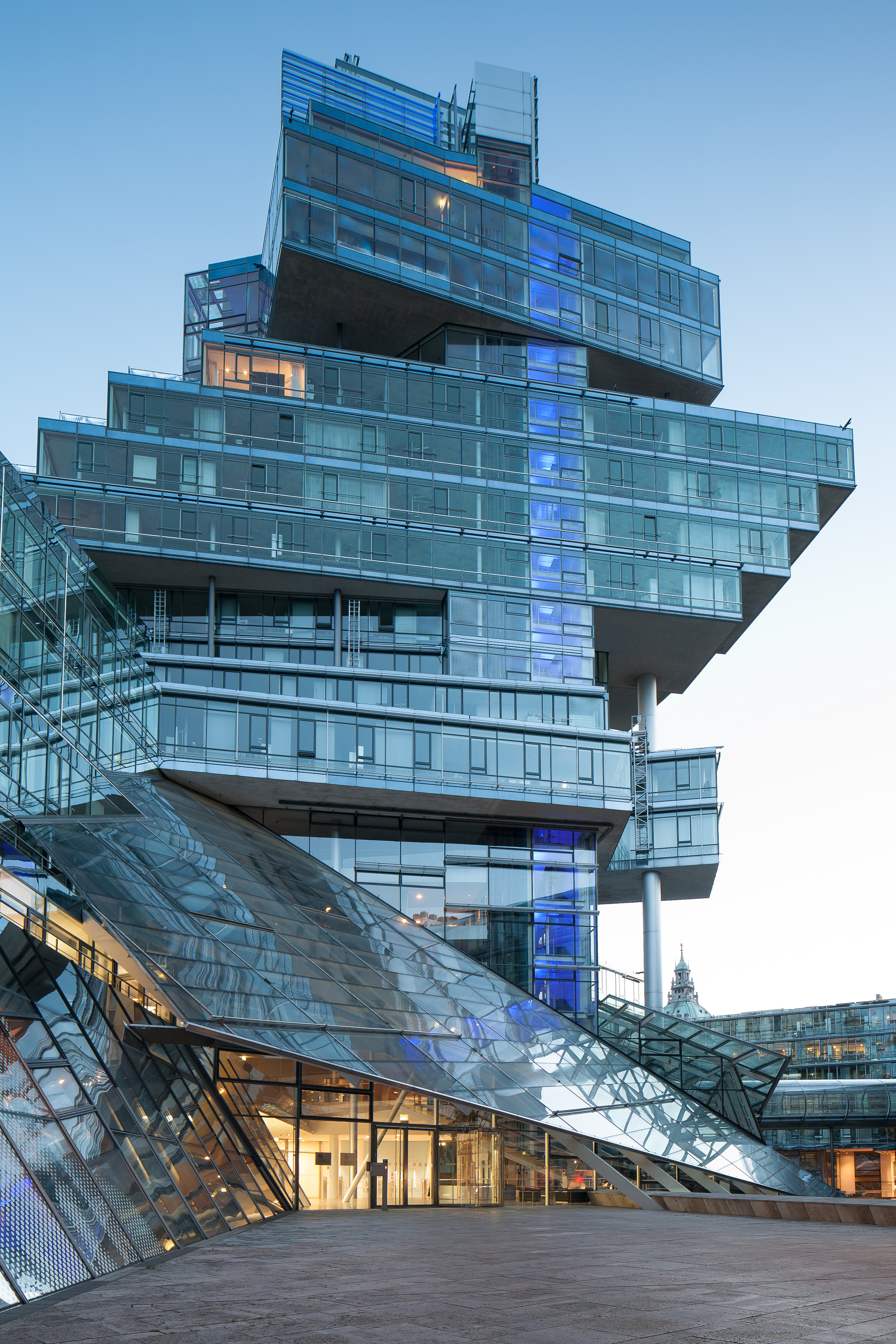
Verwaltungsgebäude der Nord/LB in Hannover

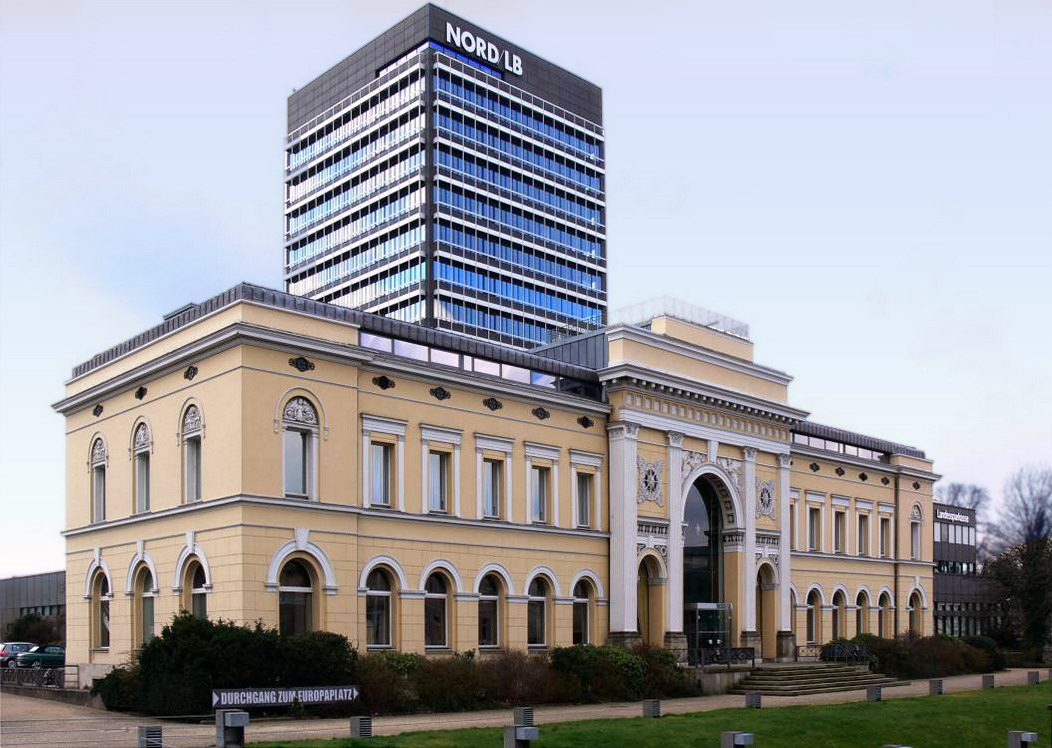
Nord/LB-Sitz im Alten Bahnhof in Braunschweig

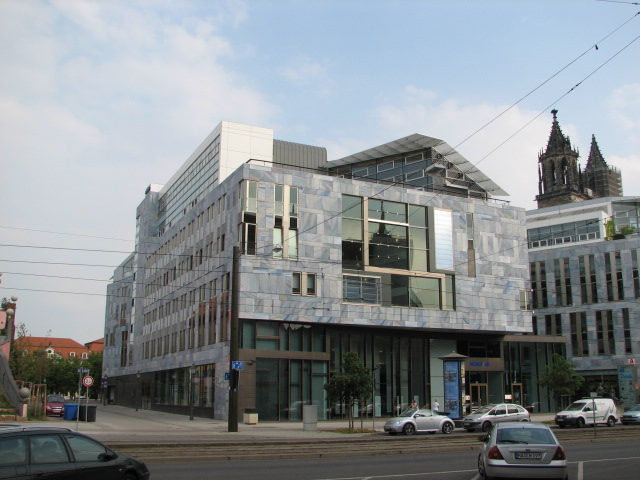
Nord/LB-Sitz in Magdeburg

Die Norddeutsche Landesbank – Girozentrale – (kurz Nord/LB, Eigenschreibweise NORD/LB) ist ein Kreditinstitut (Bank) in der Rechtsform einer gemeinsamen rechtsfähigen Anstalt des öffentlichen Rechts der deutschen Länder Niedersachsen und Sachsen-Anhalt. Die Nord/LB ist Landesbank und zugleich Girozentrale für die Sparkassen in Niedersachsen, Sachsen-Anhalt, Schleswig-Holstein und Mecklenburg-Vorpommern. Mit einer Bilanzsumme von rund 154 Mrd. Euro war die Nord/LB Ende 2018 die zehntgrößte Bank in Deutschland. Die Bank hat ihren Unternehmenssitz in den Städten Hannover, Braunschweig und Magdeburg; in allen drei Städten hat sie Verwaltungsgebäude. Das neue Verwaltungsgebäude in Hannover wurde 2002 am Friedrichswall eröffnet; es ist ein stählernes Hochhaus mit markant versetzten Blöcken (siehe Foto).
Die Bank ist nicht zu verwechseln mit der ähnlich benannten früheren Landesbank HSH Nordbank, heute Hamburg Commercial Bank mit den Hauptsitzen in Hamburg und Kiel.

## Eigentümer
Träger der Nord/LB sind die Länder Niedersachsen mit 56,76 % der Anteile und Sachsen-Anhalt mit 6,42 %, sowie das Sicherungssystem der Sparkassen-Finanzgruppe (24,54 %), der Sparkassenverband Niedersachsen (9,16 %), der Sparkassenbeteiligungsverband Sachsen-Anhalt (1,83 %) und der Sparkassenbeteiligungszweckverband Mecklenburg-Vorpommern (1,27 %). Somit sind alle Anteile am Unternehmen im direkten und indirekten Eigentum der entsprechenden Länder sowie der Landkreise und Kommunen als Träger der Sparkassen.
Die Nord/LB als Landesbank ist aufgrund der Eigentümerstruktur ein öffentliches Unternehmen. Nach der sogenannten Transparenz-Richtlinie der EU (Richtlinie 2000/52/EG der Kommission vom 26. Juli 2000) ist ein öffentliches Unternehmen „jedes Unternehmen, auf das die öffentliche Hand aufgrund Eigentums, finanzieller Beteiligung, Satzung oder sonstiger Bestimmungen, die die Tätigkeit des Unternehmens regeln, unmittelbar oder mittelbar einen beherrschenden Einfluss ausüben kann.“

## Geschichte
Die Nord/LB wurde 1970 durch den Zusammenschluss der bis dahin selbständigen Finanzinstitute Niedersächsische Landesbank Girozentrale, Braunschweigische Staatsbank einschließlich Braunschweigische Landessparkasse, Hannoversche Landeskreditanstalt und Niedersächsische Wohnungskreditanstalt Stadtschaft gebildet. Die Bank ist Gesamtrechtsnachfolgerin dieser Institute. Die Nord/LB ist nicht Rechtsnachfolgerin der früheren Mitteldeutschen Landesbank – Girozentrale für die Provinz Sachsen, Thüringen und Anhalt (Sitz in Magdeburg).
Die Geschichte der Vorgänger-Institute reicht bis 1765 zurück. In diesem Jahr gründete Herzog Karl I. von Braunschweig das Herzogliche Leyhaus in Braunschweig. Die Hannoversche Landeskreditanstalt wurde 1840 zur Finanzierung überwiegend landwirtschaftlicher Betriebe gegründet. 1918 wurde die Stadtschaft für die Provinz Hannover als Institut für die Bereitstellung von Darlehen für den städtischen Wohnungsbau gegründet.
Im alten Herzogtum Braunschweig (Teile Wolfsburgs, Braunschweig, Helmstedt, Wolfenbüttel, Salzgitter, Seesen bis nach Holzminden) nimmt die „Braunschweigische Landessparkasse“ als Anstalt in der Anstalt Nord/LB auch die Sparkassenfunktion wahr.
Im Zuge der deutschen Wiedervereinigung wurde die Bank zur Landesbank und Girozentrale für die Länder Sachsen-Anhalt und Mecklenburg-Vorpommern.
Ende 1991 übertrug das Land Niedersachsen Vermögen in Höhe von 472,34 Mio. EUR an die Nord/LB. Dieser Vermögensübertrag wurde im Oktober 2004 durch die Europäische Kommission als unerlaubte staatliche Beihilfe gewertet, die Nord/LB musste einschließlich Zinsen im Dezember 2004 712,6 Mio. EUR zurückzahlen. In der Folge wurden im Juli und Oktober 2005 „stille Einlagen im Volumen von 900 Mio. EUR begeben, eine Stammkapitalerhöhung von 850 Mio. EUR (davon Sparkassenverband Niedersachsen 405 Mio. EUR, Land Niedersachsen 280 Mio. EUR, Land Sachsen-Anhalt 150 Mio. EUR, Sparkassenverband Mecklenburg-Vorpommern 10 Mio. EUR) vorgenommen, sowie eine weitere Stammkapitalerhöhung von 1.196,2 Mio. EUR (davon Land Niedersachsen 593,0 Mio. EUR, Sparkassenverband Niedersachsen 417,5 Mio. EUR, Sparkassenverband Sachsen-Anhalt 104,0 Mio. EUR, Sparkassenverband Mecklenburg-Vorpommern 81,0 Mio. EUR), die durch Umwandlung bestehender stiller Einlagen in Stammkapital erfolgte“. Die Kapitalzuführungen waren nach Entscheidung der Europäischen Kommission keine staatliche Beihilfe, da „sie mit dem Grundsatz des marktwirtschaftlich handelnden Kapitalgebers voll in Einklang stehen“. Die Europäische Kommission hat die Gesellschaften „Fürstenberg Capital…“ (mehrere GmbH, S.àr.l. & Cie SECS) in 2005 noch als Geschäftsgeheimnis anonymisiert, die der Einbringung stiller Einlagen dienten. Im Genehmigungsverfahren 2012 wurden diese explizit genannt und waren Kern kleiner Anfragen an die Niedersächsische Landesregierung. Im Zuge der Kapitalmaßnahmen 2005 verkaufte das Land Mecklenburg-Vorpommern seine Anteile an die Sparkassenverbände Niedersachsen und Sachsen-Anhalt und schied am 19. Juli 2005 aus der Trägerschaft an der Nord/LB aus. Seit diesem Ausscheiden übt die Nord/LB in diesem Land keine Landesbankfunktion mehr aus. Der ehemalige Sitz der Bank in Schwerin hat seitdem nur noch den Status einer Niederlassung.
In 2005 endete die Gewährträgerhaftung für die Nord/LB.
Die Nord/LB hat Niederlassungen in New York, Singapur, Shanghai und London und Tochtergesellschaften in Luxemburg. Das Mittel- und Osteuropageschäft mit den Töchtern Nord/LB Polska (Polen), „Nord/LB Lietuva“ in Litauen und Nord/LB Latvija (Lettland) wurde in ein Joint-Venture mit der norwegischen Bank DnB NOR eingebracht. Das neu gegründete Institut mit dem Namen DnB Nord A/S nahm im Januar 2006 seine operative Geschäftstätigkeit auf. DnB Nord verursachte 2009 einen Verlust von 228 Mio. EUR. Ende 2010 hat die Nord/LB ihren Anteil an der DnB Nord an die norwegische Mehrheitseignerin DnB NOR verkauft.
Zum 1. Januar 2008 wurde die Braunschweigische Landessparkasse in eine sogenannte teilrechtsfähige Anstalt in der Anstalt umgewandelt. Diese erlangte nach außen Rechtsfähigkeit, im Innenverhältnis blieb sie ein Teil der Nord/LB. Auf diese Weise wurde der Streit der Bank mit der Stadt Braunschweig um die Gründung einer eigenen Sparkasse beigelegt.
In 2008 schlug eine erhebliche Aktienspekulation fehl, weil der Kunde Vatas nach Kursverlusten Papiere nicht abgenommen hatte. Im Verlauf des Verfahrens wurde das zuständige Vorstandsmitglied von seinen Pflichten entbunden. Im Februar 2010 wurde der Nord/LB Schadensersatz von Lars Windhorsts Sapinda, gefordert waren mehr als 150 Mio. EUR, zugesprochen. Eine Klage gegen den Verkäufer der Aktien, die Credit Suisse, war 2011 erfolglos.
Das Nord/LB Geschäftsfeld Schiffsfinanzierung ist seit 2008 signifikant von der Schifffahrtskrise betroffen.
Für die Schweizer Tochter Skandifinanz Bank AG musste 2009 eine Risikovorsorge von 134 Mio. EUR für einen Betrugsfall gebildet werden.
Niedersachsen hat für 2011 einen Nachtragshaushalt beschlossen, der eine Kreditaufnahme des Landes von 600 Mio. EUR zur Stärkung des Stammkapitals der Nord/LB vorsah. Zusätzlich durften besondere Kapitaleinlagen, Darlehen und stille Einlagen in Stammkapital umgewandelt werden. Im Juli 2012 genehmigte die Europäische Kommission Umstrukturierungsbeihilfen in Höhe von 3,3 Mrd. EUR. Im August 2013 wurden Änderungen an Hybrid Anleihen, auf Basis zusätzlicher Zusagen Deutschlands, genehmigt.
Im März 2016 wurde der Staatsanwaltschaft Köln, die zuständig für die Cum-Ex-Fälle ist, die Prüfung von Beihilfe zur Steuerhinterziehung von ca. 75 NORD/LB Luxembourg-Kunden übergeben. Hierfür wurde 2015 eine Rückstellung in Höhe von 11,8 Mio. EUR gebildet, das Verfahren wurde 2016 abgeschlossen.
Die BLB wurde am 1. September 2017 als rechtlich unselbstständige Anstalt der Norddeutschen Landesbank errichtet. Sie entstand durch Staatsvertrag zwischen den Ländern Bremen und Niedersachsen aus der früheren Bremer Landesbank Kreditanstalt Oldenburg, welche durch Fusion mit der Norddeutschen Landesbank vereinigt wurde. Die Rechtsaufsicht über die Bank wird künftig vom Niedersächsischen Finanzministerium ausgeübt, bei wichtigen Entscheidungen im Benehmen mit der Senatorin bzw. dem Senator für Finanzen der Freien Hansestadt Bremen. Anfang 2018 wurde bekanntgegeben, die Marke BLB durch Nord/LB zu ersetzen.
Das Geschäftsjahr 2018 schloss die Nord/LB, insbesondere auf Grund von ausfallgefährdeten Schiffskrediten, mit einem Verlust von 2,4 Mrd. Euro ab. Dies hat zur Folge, dass die Nord/LB die aufsichtsrechtlichen Anforderungen an das Eigenkapital (CET1-Quote) mit nur noch 6,6 % per Juni 2019, nicht mehr erfüllt (bei einem aufsichtsrechtlichen vorgeschriebenen SREP-Mindestwert von 10,57 %). Für die notwendige Kapitalbeschaffung wurden verschiedene Szenarien im Zeitverlauf geprüft und diskutiert, unter anderem auch der Einstieg privater Investoren. Eine Rettung der Bank durch die Sparkassen und die Länder Niedersachsen und Sachsen-Anhalt mit einem Volumen von 3,6 Mrd. Euro wurde beschlossen. Der Steuerzahlerbund kritisierte das geplante Rettungspaket und forderte dieses zu stoppen. Die geplante Kapitalzufuhr wurde von der EU-Kommission beihilferechtlich überprüft und für zulässig befunden.

## Geschäftsfelder
Zu den wichtigsten Geschäftsfeldern zählen die Schiffsfinanzierung, die Flugzeugfinanzierung, die Projektfinanzierung im Bereich erneuerbare Energien und Infrastruktur, die Finanzierung gewerblicher Immobilien (mittels ihrer Tochter Deutsche Hypo), das Firmenkundengeschäft sowie das Privatkundengeschäft. Als Landesbank fungiert die Nord/LB zudem als Hausbank der Länder Niedersachsen und Sachsen-Anhalt. Zudem ist sie Zentralinstitut der Sparkassen der Länder Niedersachsen, Sachsen-Anhalt und Mecklenburg-Vorpommern.
Die Nord/LB wickelt seit dem 1. April 2009 auch den gesamten Auslandszahlungsverkehr der elf Sparkassen in Schleswig-Holstein ab. Sie will auch für einige Sparkassen in Brandenburg im deutsch-polnischen Grenzbereich Kooperationen eingehen.

## Kennzahlen
Ausgewählte Kennzahlen in der jährlichen Entwicklung. Die Zahlen wurden den Veröffentlichungen des Bundesanzeiger aus der jeweiligen Bilanz entnommen. Korrekturen in Folgeperioden wurden nicht für das Vorjahr übernommen. Ausnahme ist 2006, da hier erstmals IFRS in 2007 veröffentlicht wurde. Die Zahlen für 2019–2022 entstammen direkt den Geschäftsberichten.
| Jahr | Veröffentlicht am | Bilanzsumme IFRS EUR Mio. | Konzernergebnis nach Steuern EUR Mio. | Personal |
| ---- | ----------------- | ------------------------- | ------------------------------------- | -------- |
| 2006 | 19.06.08          | 194.871                   | 972                                   | 5560     |
| 2007 | 19.06.08          | 201.540                   | 305                                   | 5563     |
| 2008 | 14.05.09          | 244.265                   | 151                                   | 6257     |
| 2009 | 03.09.10          | 238.688                   | -141                                  | 6463     |
| 2010 | 13.05.11          | 228.586                   | 236                                   | 6956     |
| 2011 | 30.04.12          | 227.630                   | 536                                   | 7318     |
| 2012 | 28.05.13          | 225.550                   | 80                                    | 7539     |
| 2013 | 31.07.14          | 200.845                   | 245                                   | 7590     |
| 2014 | 10.06.15          | 197.607                   | 205                                   | 6597     |
| 2015 | 06.06.16          | 180.998                   | 518                                   | 6343     |
| 2016 | 19.04.17          | 174.797                   | -1959                                 | 6427     |
| 2017 | 08.05.18          | 165.379                   | 135                                   | 6453     |
| 2018 | 23.05.19          | 154.012                   | -2354                                 | 6109     |
| 2019 |                   | 139.594                   | -103                                  |          |
| 2020 |                   | 126.491                   | 25                                    |          |
| 2021 |                   | 114.663                   | 32                                    |          |
| 2022 | 24.03.2023        | 109.325                   | 89                                    |          |
| 2023 | 15.03.2024        | 111.981                   | 224                                   |          |

## Beteiligungen
Zum Konzern gehören unter anderem
- Braunschweigische Landessparkasse (Teilrechtsfähige Anstalt der NORD/LB)
- Caplantic GmbH (45 %)
- Deutsche Hypothekenbank (100 %)
- KreditServices Nord (100 %)
- Warburg Invest Holding GmbH[45] (früher Nord/LB Asset Management) (24,9 %)[46]
- Norddeutsche Facility Management GmbH (100 %)
- LBS Norddeutsche Landesbausparkasse Berlin-Hannover (44 %)
- NORD/LB Luxembourg S.A. Covered Bond Bank (100 %)
- NORD/LB Vermögensmanagement Luxembourg S.A (100 %)
- Nord/LB Leasing GmbH (100 %)[47]
- Öffentliche Versicherung Braunschweig (75 %)
- Öffentliche Versicherung Bremen (20 %)
- Nord Holding (15 %)
- Toto-Lotto Niedersachsen (49,85 %)
- Bremer Toto und Lotto (33,33 %)
- International Neuroscience Institute (22,67 %)

Zum 1. Januar 2010 verkaufte die Nord/LB ihre 25-%-Beteiligung an der Berenberg Bank an diese zurück.

## Organe der Gesellschaft

### Vorstand
- Jörg Frischholz (seit 1. Januar 2022, Vorsitzender seit 1. Januar 2022)[48]
- Jasper Hanebuth (seit 1. Juli 2024)[49]
- Ingrid Spletter-Weiß (seit 1. Dezember 2021)[50]
- Christoph Dieng (seit 3. Februar 2017)[51]
- Christoph Auerbach (seit 1. April 2024)[52]

### Aufsichtsrat
Der Aufsichtsrat setzt sich aus folgenden Mitgliedern zusammen.
- Gerald Heere (Vorsitzender)
- Herbert Hans Grüntker (1. stv. Vorsitzender)
- Thomas Mang (2. stv. Vorsitzender)
- Edda Döpke
- Frank Doods
- Jürgen Fox
- Nana Geisler
- Jutta Echterhoff-Beeke
- Susanne Knorre
- Ulrich Markurth
- Bernd Brummermann
- Frank Oppermann
- Cornelia Günther
- Michael Richter
- Jörg Reinbrecht
- Jörg Walde
- Matthias Wargers
- Hermann Kasten

### Ehemalige Persönlichkeiten
- Gunter Dunkel (Vorstandsvorsitzender vom 1. Januar 2009 bis 31. Dezember 2016, stv. Vorsitzender vom 1. Januar 2007 bis 31. Dezember 2008)[54][48]
- Michael Frenzel (Aufsichtsratsmitglied bis 11. Dezember 2009)
- Karl-Heinz Paqué (2. stv. Aufsichtsratsvorsitzender bis 23. April 2006)
- Wilhelm Pleister; der Jurist spielte eine wichtige Rolle bei der Gründung der NORD/LB und wurde deren erster Vorstandsvorsitzender[55]
- Hannes Rehm (Vorstandsvorsitzender bis 31. Dezember 2008)
- Manfred Bodin (Vorstandsvorsitzender von 1991 bis 2004)
- Bernd Thiemann (Vorstandsvorsitzender von 1981 bis 1991)

## Gebäude

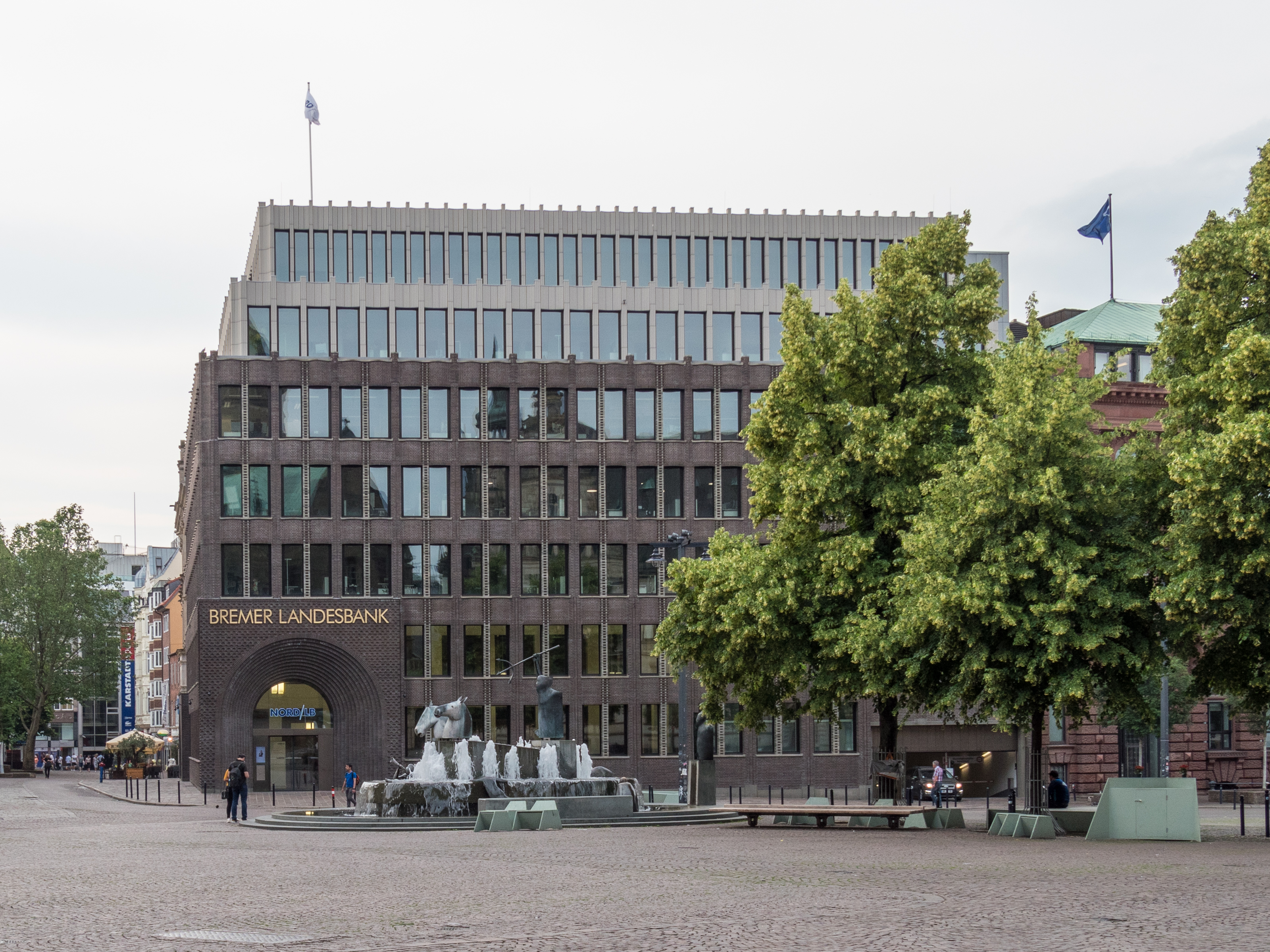
Zentrale der ehemaligen Bremer Landesbank

Die Bank hatte durch die diversen Fusionen eine Reihe teilweise denkmalgeschützter Gebäude an verschiedenen Standorten. 2021 teilte sie mit, dass sie weniger Verwaltungsgebäude benötigte. An den Standorten in Hannover, Bremen, Oldenburg und Magdeburg wolle sie jeweils mit nur noch einem einzigen Gebäude auskommen. Betroffen war vor allem der Hauptstandort Hannover. Dort wurden sämtliche Mitarbeiter in der heutigen Zentrale, dem Friedrichswall-Neubau, zusammengezogen. Alle sieben weitere Gebäude – einige gehören der Bank, andere waren angemietet – wurden aufgegeben bzw. verkauft.
In Hannover wurde auch die ehemalige NordLB-Zentrale am Georgsplatz verkauft. Geplant war jedoch, dass die Handelsbereiche dort verbleiben und die entsprechenden Flächen dann vom künftigen Eigentümer zurückgemietet würden.
In Bremen wurde das Gebäude der 2017 übernommenen BLB aufgegeben und Teile davon für 4,1 Millionen Euro jährlich an die Universität Bremen vermietet.